# Fête des vendanges de Neuchâtel
Ne doit pas être confondu avec Fête des vendanges du Vully, fête des vendanges de Montmartre ou Fête des Vignerons.
La Fête des Vendanges est une fête se déroulant à Neuchâtel le dernier week-end de septembre, du vendredi à 18 h au dimanche à 24 h.

## Description
Depuis 1902, la ville et la région de Neuchâtel en Suisse fêtent les vendanges. C’est en 1925, que l’association de la Fête des Vendanges vu le jour. L’association reçu, à cette période, la mission des autorités de constituer un comité apte à organiser une fête qui ramène la joie en réunissant la population dans les rues de la Ville de Neuchâtel tout en étant un acteur culturel important de la région de part la chance donné aux chanteurs et sociétés d’animation de se faire connaître durant le week-end de fête. De nos jours, l’association reste un acteur culturel important en assumant tournois la même mission. 
Durant ces trois jours le centre-ville est interdit à toute circulation. Des carrousels sont présents sur la place du port, et la place Alexis-Marie Piaget, alors que tout le reste du centre-ville de Neuchâtel est rempli de stands, guinguettes, des scènes avec artistes locaux. Il y a également des Villages à thème proposant la découverte de produits du terroir.
Pour permettre au public de se déplacer en toute sécurité au moyen des transports publics, TransN et les CFF développent considérablement leurs offres durant la Fête. 
Le cortège et le corso fleuri, qui se déroulent traditionnellement le dimanche après-midi, peuvent attirer plus de 100 000 spectateurs (Neuchâtel compte 44 600 habitants)

### Vendredi
La Fête des Vendanges de Neuchâtel est officiellement ouverte par le président central le vendredi soir à 18 h. Le message est ensuite relayé dans toute la Ville par les Confréries bachiques. À 21 h, les Guggenmusik défilent dans les rues de la cité sous la forme d'un cortège de nuit.

### Samedi
Le cortège des enfants (env. 1 000 figurants) déambule dès 14 h dans les rues de Neuchâtel avant de laisser la place au concert cacophonique des Guggenmusik sur la Place Numa-Droz à 16h pour le plaisir de milliers de spectateurs. À 20 h 30, un feu d'artifice digne des plus grands spectacles pyro-musicaux est tiré depuis des barges au large de la Baie de l'Evole ; 40 min de spectacle inoubliable.

### Dimanche
Dès 14h, des fanfares et des Guggenmusik se produisent de long du parcours du corso fleuri qui est lancé à 15h. Plus de 55 positions composées de fanfares, de Confréries bachiques, de groupes d'enfants, bien évidemment de chars fleuris et autres animations défilent durant 90 min sur l'Avenue du 1er-Mars et la rue des Beaux-Arts. La Fête bat ensuite son plein jusqu'à sa clôture à minuit.

## Histoire

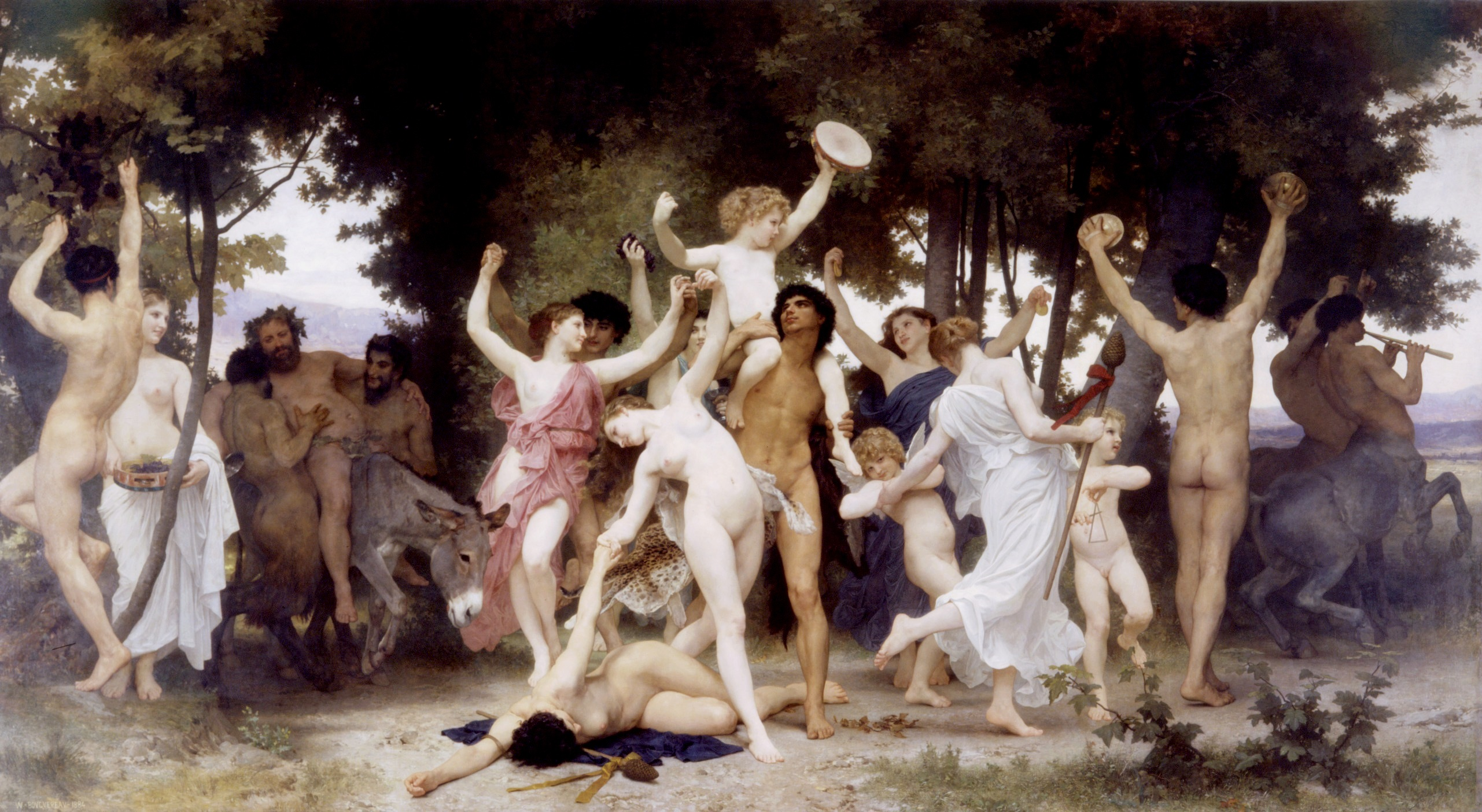
La jeunesse de Bacchus, peinture orgiaque de William Bouguereau (1884)

Depuis les temps les plus reculés, moissons et vendanges donnèrent lieu à des réjouissances et des manifestations populaires. Cérès et Dionysos étaient vénérés et les bacchanales étaient célèbres. 
Si à Neuchâtel, les archives sont muettes sur les fêtes de vendanges, Moritz a gravé une scène de vendanges en 1822 montrant un cortège défilant entre l'hôtel communal et le théâtre. 
Aux siècles précédents, les vendanges duraient entre deux et quatre semaines et les rues de la ville étaient sillonnées de chars à brecets tirés par des chevaux, transportant aux pressoirs la vendange foulée avec les pieds ou des pilons à la vigne. 
Les enfants, dûment munis de tire-moût, faits de roseaux et de noix, plus tard de tubes de caoutchouc, suivaient les chars, essayant d'y puiser du jus de raisin. Cela leur valait les imprécations du cocher et parfois même des coups de fouet. Toutefois, nombreux étaient ceux qui les laissaient faire, sachant bien que ces prélèvements ne tireraient pas à conséquence. 
Le soir, les gens descendaient dans la rue où des groupes de masques déambulaient, au son d'une musique rustique. Des quolibets s'échangeaient entre spectateurs et gens masqués. L'intrigue régnait et souvent des secrets que telle ou telle personne croyait cachés au fond d'elle-même lui étaient dévoilés sous l'anonymat. Autour des pressoirs, des danses s'organisaient ; les chants accompagnaient les pressureurs qui œuvraient toute la nuit. L'autorité laissait ces danses spontanées avoir lieu alors que normalement une réglementation fort stricte en limitait l'usage. 
À ces improvisations fantaisistes, sympathiques mais pas toujours de très bon goût aux yeux de certains, succédèrent des bandes organisées à la recherche d'un art populaire. En 1902, sous l'égide du Vélo-Club et de quelques citoyens dévoués, un cortège constitué vit le jour. Les participants furent convoqués dans une tenue décente au Rond-Point de l'Académie pour sillonner de là les principales rues de la ville. À la tête de ce mouvement se trouvaient MM. Benoît Ullmann, président, Antonin Marguet, secrétaire, et Jules Turin, commandant du cortège. Jusqu'en 1912 en tout cas, les cortèges se succédèrent avec plus ou moins de succès. Dès 1906, semble-t-il, des affiches furent réalisées par des artistes locaux. 
La guerre mit en tout cas un terme à ces réjouissances et les soucis de l'époque n'encouragèrent pas la reprise de cette manifestation. 
La Fête sous sa forme actuelle a lieu depuis 1925.